# Classe Yassen

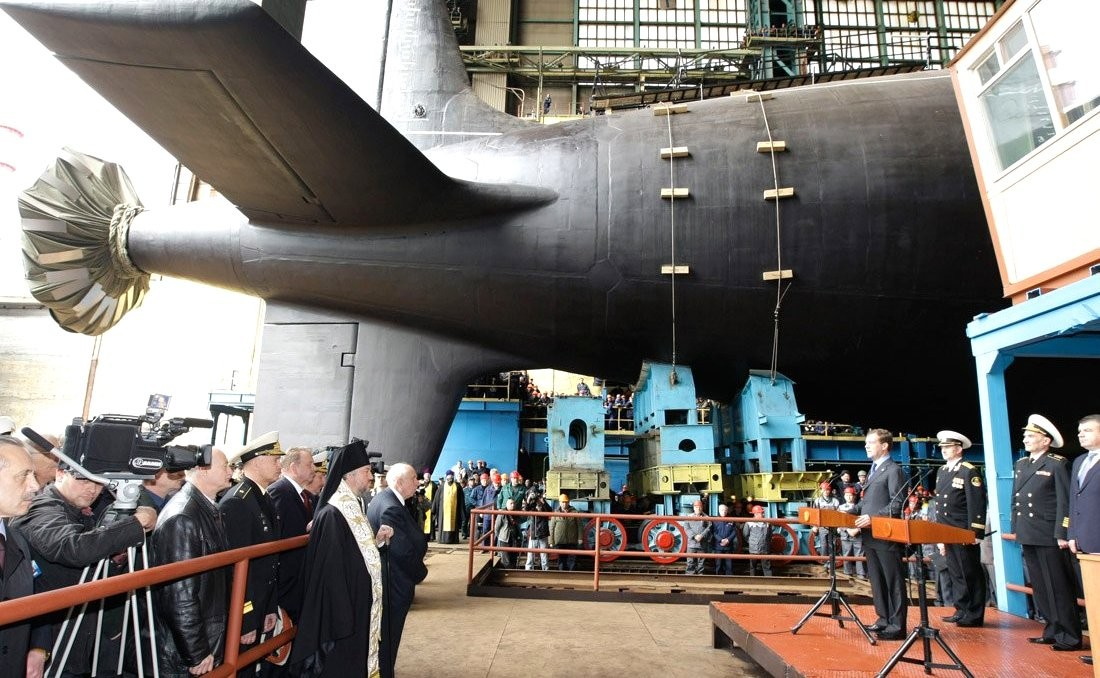
Submarino Severodvinsk

Os submarinos da classe Yassen (conhecido pela OTAN pelo nome "Severodvinsk" ou incorretamente pelo nome "Graney") são submarinos nucleares de ataque da Rússia baseados nos da classe Akula e nos da classe Alfa. São projetados para substituir os submarinos de ataque da era soviética, das classes Akula e Oscar.
O primeiro submarino desta classe, o Severodvinsk, foi iniciado em 21 de dezembro de 1993 e entregue para a marinha da Rússia em 30 de dezembro de 2013.